# Study Butte (Teksas)
Study Butte je naseljeno mjesto za statističke potrebe u američkoj saveznoj državi Teksas. Prema popisu stanovništva iz 2010. u njemu je živjelo 233 stanovnika.